# 한빛온
한빛온(Hanbit on)은 한빛소프트가 2005년 3월에 개설한 온라인 게임 포털 사이트이다.

## 서비스 중인 게임
- 그라나도 에스파다
- 오디션
- 에이카
- 위드
- FC매니저 시즌2
- 오디션3:월드인오디션
- 헬게이트:도쿄
- 헬게이트:런던 FPS
- 천지를 베다
- 세계정복
- 세계정복2
- FCM모바일
- 런데이
- 서바이벌 프로젝트 - 서비스 종료
- 삼국지천 - 서비스 종료
- 미소스 - 서비스 종료
- 카몬 히어로 - 서비스 종료
- 탄트라 - 서비스 종료
- 워크라이 - 서비스 종료
- 그랑메르 - 서비스 종료